# Atos de Pedro e André
Atos de Pedro e André é um texto curto dentre os apócrifos do Novo Testamento e que não deve ser confundido nem com os Atos de André nem com os Atos de Pedro. O texto é incomum pois parece não parece ser doutrinário e parece ser simplesmente uma obra literária e não uma teológica.

## A obra
A texto, cuja versão original é em grego, consiste de alguns contos milagrosos, como o de André montado numa nuvem onde está Pedro que, por sua vez, está literalmente passando um camelo pelo buraco de uma agulha, levando a famosa metáfora de Jesus ao pé da letra (Mateus 19:24; Marcos 10:25).
Possivelmente, o texto compõe uma única obra juntamente com os Atos de André e Matias e o Martírio de André.